# Anochetus levaillanti
Anochetus levaillanti är en myrart som beskrevs av Carlo Emery 1895. Anochetus levaillanti ingår i släktet Anochetus och familjen myror. Inga underarter finns listade i Catalogue of Life.

## Bildgalleri

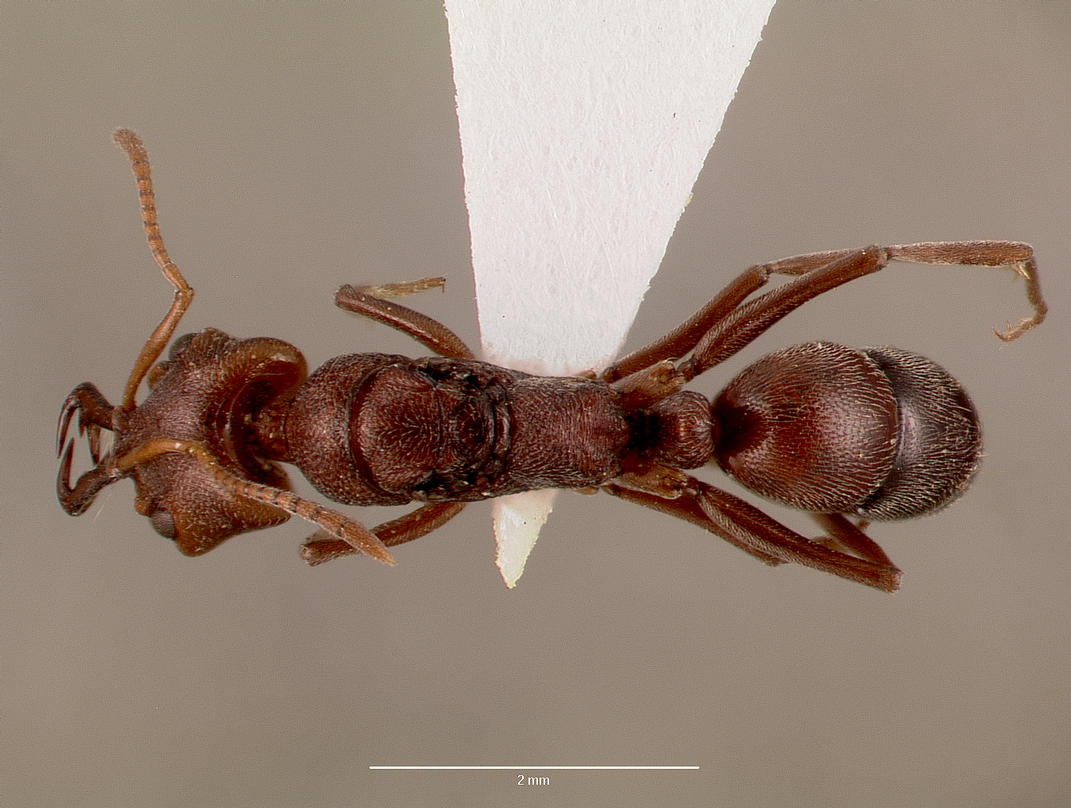
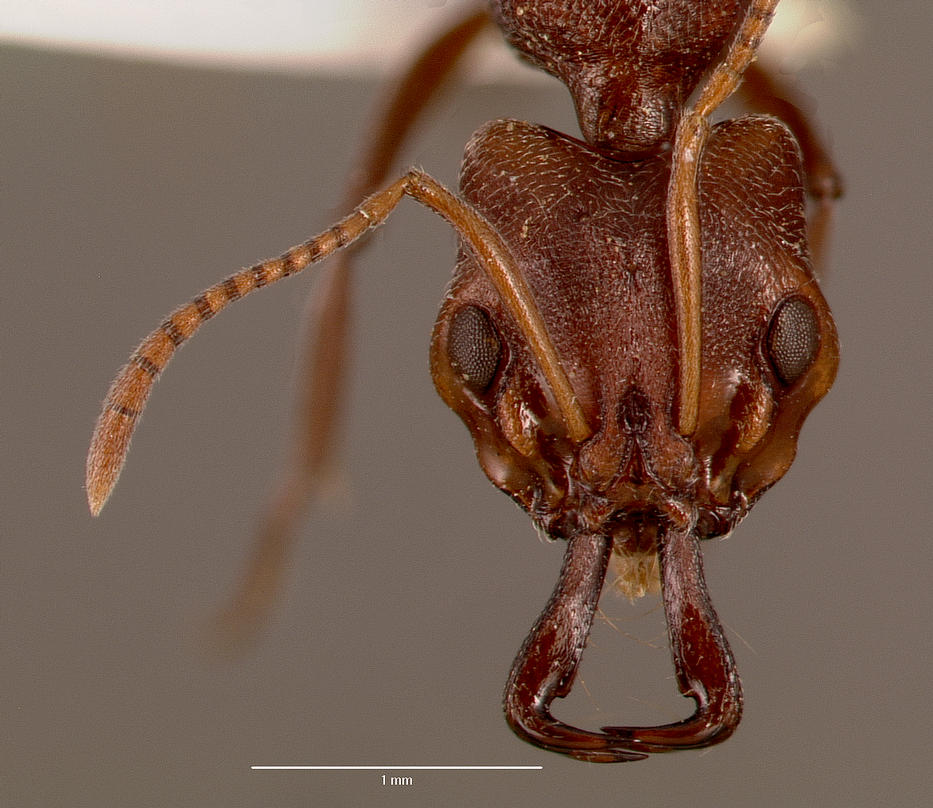
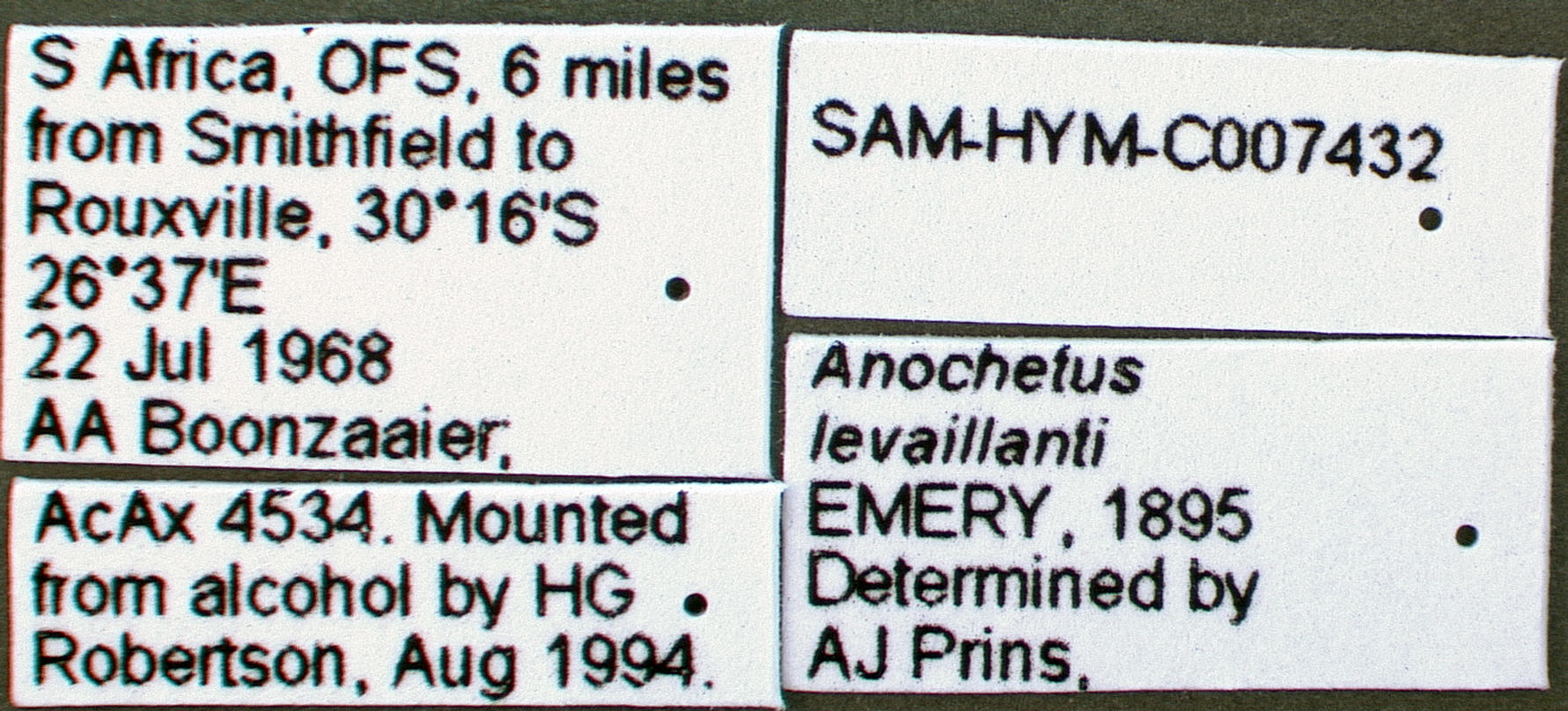
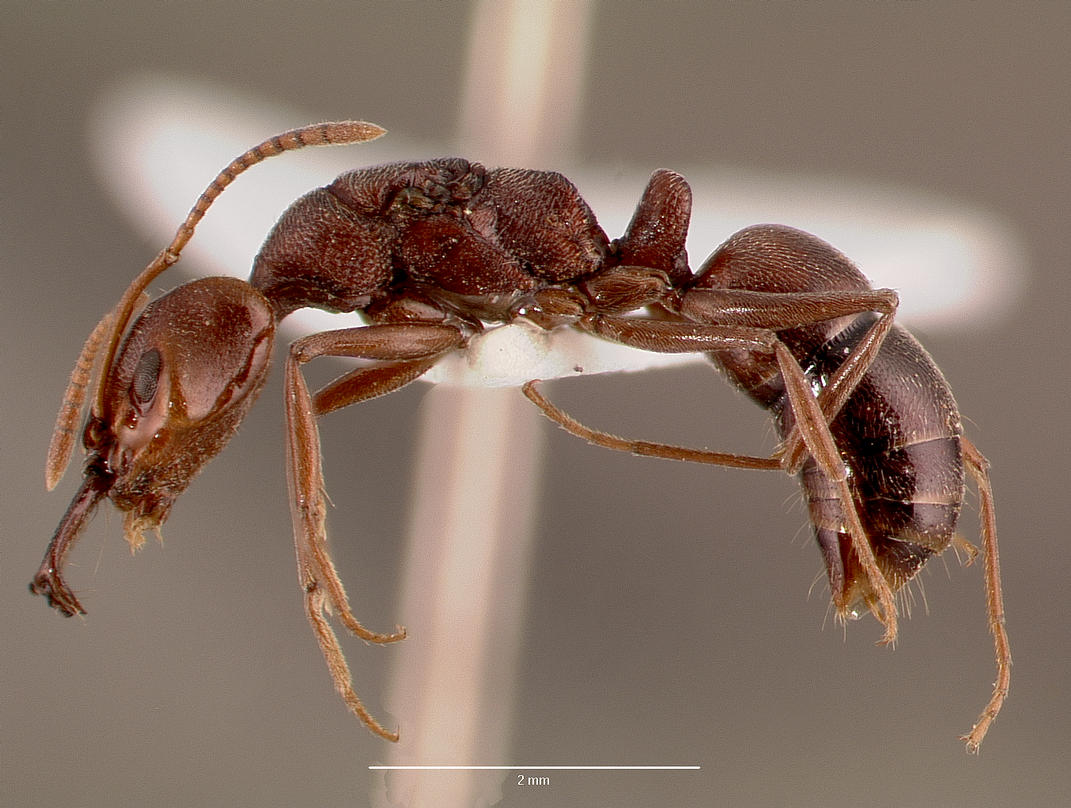
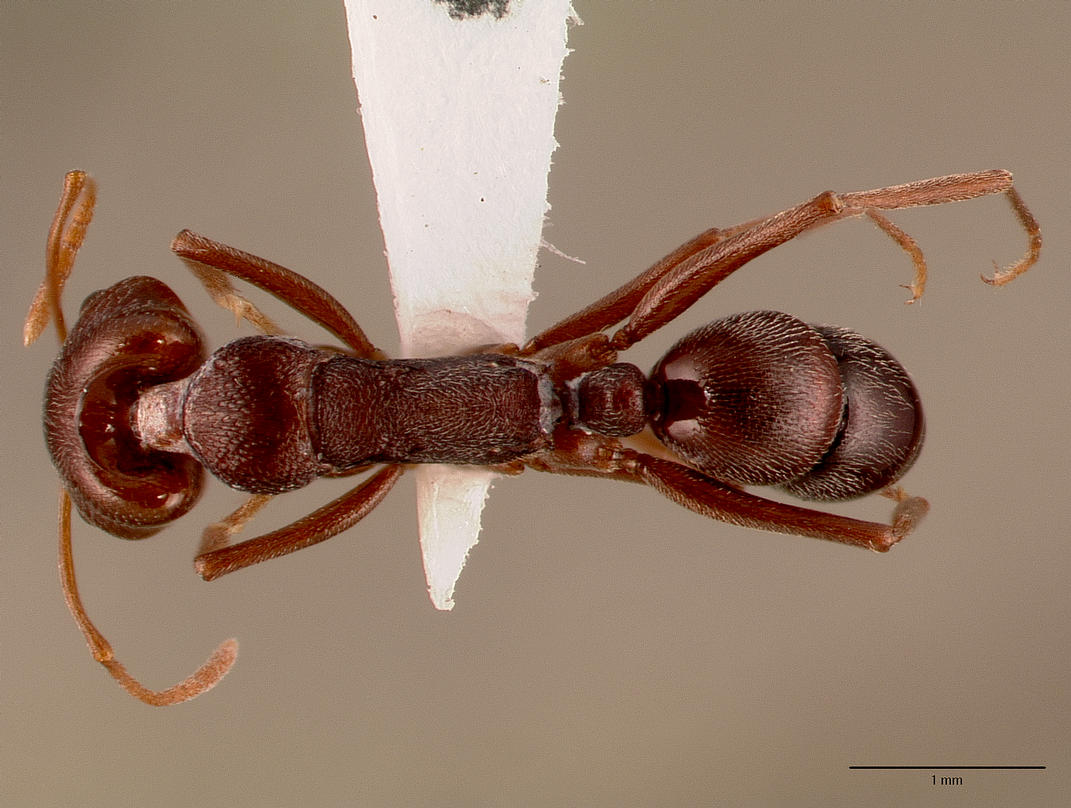
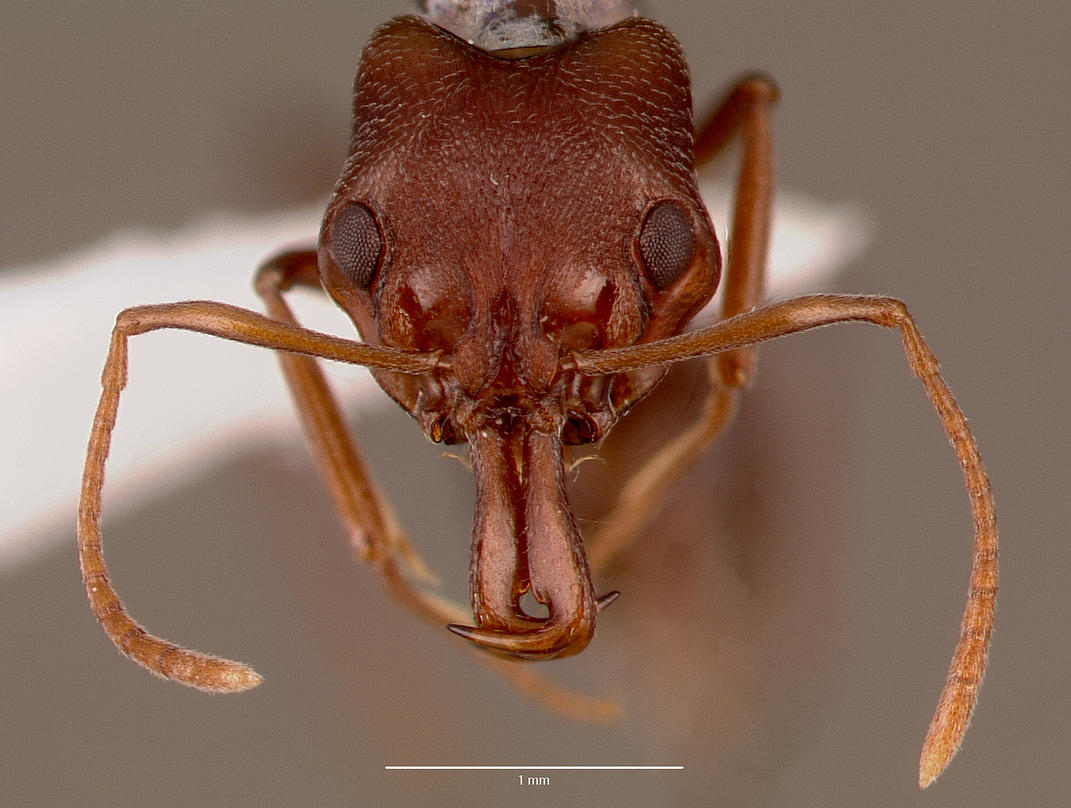